# Tennistoernooi van Rome 2012
Het tennistoernooi van Rome van 2012 werd van 13 tot en met 20 mei 2012 gespeeld op de gravel-banen van het Foro Italico in de Italiaanse hoofdstad Rome. De officiële naam van het toernooi was Internazionali BNL d'Italia.
Het tennistoernooi van Rome trok 162.102 toeschouwers.
Het toernooi bestond uit twee delen:
- WTA-toernooi van Rome 2012, het toernooi voor de vrouwen
- ATP-toernooi van Rome 2012, het toernooi voor de mannen

ATP-toernooi van Rome – WTA-toernooi van Rome

1990 · 1991 · 1992 · 1993 · 1994 · 1995 · 1996 · 1997 · 1998 · 1999 · 2000 · 2001 · 2002 · 2003 · 2004 · 2005 · 2006 · 2007 · 2008 · 2009 · 2010 · 2011 · 2012 · 2013 · 2014 · 2015 · 2016 · 2017 · 2018 · 2019 · 2020 · 2021 · 2022 · 2023 · 2024